# Algernon Coote (6e comte de Mountrath)
Algernon Coote, 6e comte de Mountrath (6 juin 1689-27 août 1744) est un pair irlandais qui siège en tant que député au Parlement d'Irlande ainsi qu'au Parlement de Grande-Bretagne.

## Biographie
Il est le troisième fils du 3e comte de Mountrath (1655-1709). Il fait ses études à St Paul's School (Londres) et au Trinity College de Cambridge, où il s'inscrit en 1706. Il est élu à la Chambre des communes irlandaise pour Jamestown en 1715. Ses frères aînés Charles et Henry ont tous deux accédé au comté avant lui mais sont morts célibataires. Il devient comte le 27 mars 1720 et monte à la Chambre des lords irlandaise.
Il est nommé au Conseil privé d'Irlande en 1723. Comme son comté est irlandais, cela ne l'empêche pas de siéger à la Chambre des communes britannique, et il entre au Parlement la même année en tant que député de Castle Rising dans le Norfolk, qu'il représente pendant dix ans. Il est également gouverneur du comté de Queen's.
En 1741, il se présente de nouveau au Parlement à Hedon, dans le Yorkshire, et est initialement déclaré battu. Cependant, sur pétition à la Chambre des communes (à cette époque, la procédure normale lors d'une élection contestée), le résultat est renversé et le 4 mars 1742, et il est déclaré élu. Il siège comme député de l'arrondissement pendant les deux dernières années de sa vie.
En 1721, il épouse Diana Newport (d. 1766), fille de Richard Newport (2e comte de Bradford). Horace Walpole le décrit comme étant "aussi riche et aussi ivre que Cacofogo dans la comédie. Quel fouillis d'avarice, d'obscénité, de dignité - et de bordeaux! " . Ils n'ont eu qu'un seul enfant, Charles Coote (7e comte de Mountrath) (c. 1725-1802), qui lui succède au comté en 1744, mais qui est décédé célibataire, le titre s'éteignant ainsi.